# جاده ئی۶۴۱ اروپا
جاده ئی۶۴۱ اروپا (به انگلیسی: European route E641) یکی از جاده‌های درجه ۲ قاره اروپا است.
این جاده که در کشور اتریش قرار دارد از شهر وورگل شروع شده و در شهر زالتسبورگ به پایان می‌رسد.